# Alexandra Breckenridge
Alexandra Hetherington Breckenridge (Bridgeport, Connecticut, 15 de maio de 1982) é uma atriz, fotógrafa e dubladora norte-americana. Ela é mais conhecida por interpretar as personagens Moira em American Horror Story- fez uma participação com Kaylee na terceira temporada: Coven, Jessie Anderson em The Walking Dead, Sophie em This Is Us e atualmente faz parte da série Virgin River da Netflix.

## Biografia
Alex Breckenridge nasceu em Bridgeport, Connecticut antes de se mudar para Califórnia quando tinha doze anos. 
O interesse por atuar de Breckenridge começou aos treze anos, quando atuou em produções teatrais locais e logo se mudou para Los Angeles para tentar ser atriz. Um ano depois, mudou-se para Mill Valley, Califórnia. Aos 15 anos, voltou para Los Angeles com sua mãe para, novamente, tentar conseguir uma carreira como atriz.
As tatuagens de Alex são cobertas por maquiagem nas gravações de seus trabalhos, mas não durante os photoshoots (ensaios fotográficos). Ela disse: "Nós as cobrimos. Alguns maquiadores são melhores que os outros, mas não há retoques e há uma espécie de  látex impermeável... pintura corporal, obviamente".
Alexandra atualmente mora em Connecticut com seu marido e seus filhos. Contudo, passa alguns bons dias em 
Alex recebeu, em 2019, seu papel com maior destaque, quando interpretou, de forma brilhante, Mel, uma enfermeira que muda-se de Los Angeles para recomeçar sua vida, na série Virgin River produzida pela Netflix.

## Vida Pessoal
Alex namorou por dois anos com o artista Bryten Goss. Goss faleceu em 26 de outubro de 2006 de insuficiência coronariana. Em abril de 2012, Alex assumiu o namoro com o guitarrista Casey Hooper, casando-se com ele em setembro de 2015. Em abril de 2016, Breckenridge divulgou em sua rede social que estava grávida do seu primeiro filho, o qual nasceu em setembro do mesmo ano. Em agosto de 2017, Alex postou em suas redes sociais que espera sua segunda filha, nascida em dezembro do mesmo ano.

## Carreira
Seu primeiro filme foi a comédia independente para televisão Locust Valley, de 1999. Atuou na série de televisão Dawson's Creek (2000), Freaks and Geeks (2000) e papéis coadjuvantes nos filmes O Grande Mentiroso (2002) e Orange County (2002) e um pequeno papel no filme D.E.B.S. (2003), que ganhou o prêmio de Melhor Curta no New York Lesbian and Gay Film Festival. Após aparecer na série de televisão Buffy the Vampire Slayer (1997), foi oferecido à Alex uma série própria, o drama da UPN Mystery Girl. Infelizmente, a UPN escolheu ter apenas uma série policial na temporada de 2004–2005, e Mystery Girl não foi renovada. Em 2005, Alex participou do filme da ABC Family, Romy & Michele 2: Como Tudo Começou. Também começou a trabalhar no sitcom Uma Família da Pesada (1999), dublando celebridades como Cybill Shepherd e Christina Aguilera. Em 2006, Alex interpretou Monique no filme Ela é o Cara e, em 2011, interpretou a versão mais nova da governanta Moira, na série de televisão American Horror Story, retornando ns terceira temporada: Coven, interpretando Kaylee.
Atualmente faz parte da série Virgin River da Netflix, fazendo o papel principal de Melinda Monroe.

### Como fotógrafa
Alex tem seu próprio quarto escuro (especial para revelações de fotos) em seu apartamento. Aos 24 anos, começou a levar a carreira como fotógrafa a sério e como uma forma de autoexpressão. Seu então namorado Bryten Goss, ajudou-a com a iluminação. Em 2008, Alex teve sua primeira exposição com Shalon Goss, hospedado pelo seu tio Michael Weatherly e apresentado por Edgar Valera. Ela disse: "Eu tinha tanta coisa para expressar emocionalmente com esse show. Cada foto é uma expressão de mim mesma e as coisas que tenho passado nos últimos três anos. Da minha perspectiva, o propósito da arte é evocar sentimentos e... inspirar. Isso é tudo que esperamos alcançar".

## Filmografia

### Cinema
| Ano  | Título                                  | Papel               | Notas          |
| ---- | --------------------------------------- | ------------------- | -------------- |
| 2002 | Orange County                           | Anna                |                |
| 2002 | Big Fat Liar                            | Janie Shepherd      |                |
| 2002 | Wishcraft                               | Kristie             |                |
| 2002 | Vampire Clan                            | Charity Lynn Keesee |                |
| 2003 | D.E.B.S.                                | Amy                 | Curta-metragem |
| 2005 | Rings                                   | Vanessa             | Curta-metragem |
| 2006 | She's the Man                           | Monique             |                |
| 2006 | Jack Rabbit                             | Harley              | Curta-metragem |
| 2008 | The Art of Travel                       | Kate                |                |
| 2009 | The Bridge to Nowhere                   | Sienna              |                |
| 2012 | Ticket Out                              | Jocelyn             |                |
| 2015 | Zipper                                  | Christy             |                |
| 2015 | Always Watching: A Marble Hornets Story | Sara                |                |
| 2015 | Other People's Children                 | Ariel               |                |
| 2015 | Dark                                    | Leah                |                |
| 2016 | Broken Vows                             | Debra               |                |
| 2017 | Grown Ups                               | Carly               | Curta-metragem |

### Televisão
| Ano           | Título                                        | Papel                 | Notas                                    |
| ------------- | --------------------------------------------- | --------------------- | ---------------------------------------- |
| 1998          | Ghosts of Fear Street                         | Kit Murphy            | Telefilme                                |
| 1999          | Locust Valley                                 | Arden                 | Telefilme                                |
| 2000          | Dawson's Creek                                | Kate Douglas          | Episódio: "Valentine's Day Massacre"     |
| 2000          | Freaks and Geeks                              | Shelly Weaver         | Episódio: "Looks and Books"              |
| 2000          | Opposite Sex                                  | Francise              | 3 episódios                              |
| 2001-2002     | Undeclared                                    | Prim / Celeste        | 2 episódios                              |
| 2002          | Charmed                                       | Michelle Miglis       | Episódio: "A Paige from the Past"        |
| 2002          | Buffy the Vampire Slayer                      | Kit Holburn           | Episódio: "Lessons"                      |
| 2004          | Mystery Girl                                  | Katie Hill            | Telefilme                                |
| 2004          | CSI: Crime Scene Investigation                | Lisa 'Cleopatra' Hunt | Episódio: "Turn of the Screws"           |
| 2004          | JAG                                           | Pia Bonfilio          | Episódio: "There Goes the Neighborhood"  |
| 2005          | Romy and Michele: In the Beginning            | Michele Weinberger    | Telefilme                                |
| 2005          | Medium                                        | Isabel Galvan         | Episódio: "Jump Start"                   |
| 2005-2018     | Family Guy                                    | Vários                | 65 episódios                             |
| 2005          | Sex, Love & Secrets                           | Maddie Lyall          | Episódio: "Protection"                   |
| 2005          | Murder Book                                   | Sarah                 | Telefilme                                |
| 2006          | American Dad!                                 | Garota                | Episódio: "With Friends Like Steve's"    |
| 2007-2008     | Dirt                                          | Willa McPherson       | 20 episódios                             |
| 2007          | Psych                                         | Betty                 | Episódio: "Scary Sherry: Bianca's Toast" |
| 2008-2009     | Seth MacFarlane's Cavalcade of Cartoon Comedy | Vários                | 4 episódios                              |
| 2008-2009     | The Ex List                                   | Vivian                | 13 episódios                             |
| 2010          | Life Unexpected                               | Abby Cassidy          | 5 episódios                              |
| 2010          | Sons of Tucson                                | Gina                  | 2 episódios                              |
| 2010          | True Love                                     | Erin                  | Telefilme                                |
| 2011          | True Blood                                    | Katerina Pelham       | 4 episódios                              |
| 2011          | Franklin & Bash                               | Emily Claire          | Episódio: "Bachelor Party"               |
| 2011          | American Horror Story: Murder House           | Moira O'Hara jovem    | 6 episódios                              |
| 2011          | Cooper and Stone                              | Jenna Cooper          | Telefilme                                |
| 2012          | Men at Work                                   | Katelyn               | Episódio: "Wake and Bake"                |
| 2013          | Save Me                                       | Carly McKenna         | 8 episódios                              |
| 2013          | American Horror Story: Coven                  | Kaylee                | 2 episódios                              |
| 2014          | Rake                                          | Brooke Alexander      | Episódio: "A Close Shave"                |
| 2015–2016     | The Walking Dead                              | Jessie Anderson       | 14 episódios                             |
| 2015          | Extant                                        | Zoe Grant             | Episódio: "Morphoses"                    |
| 2016          | Pure Genius                                   | Margot Byer           | Episódio: "Pilot"                        |
| 2017-2022     | This Is Us                                    | Sophie Larson         | 35 episódios                             |
| 2018          | Law & Order: Special Victims Unit             | Sarah Kent            | Episódio: "Mea Culpa"                    |
| 2018          | Christmas Around the Corner                   | Claire                | Telefilme                                |
| 2019-presente | Virgin River                                  | Melinda Monroe        | 64 episódios                             |
| 2020          | Love in Store                                 | Terrie Carpenter      | Telefilme                                |